# Англо-єгипетська війна
Англо-єгипетська війна (англ. Second Anglo-Egyptian War) — збройний конфлікт Великої Британії проти Єгипту, що відбувся 1882 року. Велика Британія намагалась розширити свої колоніальні володіння в Африці й, тим самим, спровокувала повстання єгипетських патріотів-офіцерів на чолі з полковником Орабі-пашею.

## Статистика
| Сторони         | Населення (1882) | Мобілізовано солдат | Убито й померло від хвороб | Поранено |
| --------------- | ---------------- | ------------------- | -------------------------- | -------- |
| Велика Британія | 30 100 000       | 40 560              | 67                         | 438      |
| Єгипет          | 7 850 000        | 100 000             | 2165                       |          |
| Разом           | 37 950 000       | 140 560             | 2232                       |          |

## Передумови
1869 року в Єгипті Фердинанд де Лессепс збудував і відкрив Суецький канал. Спочатку контрольним пакетом акцій володів єгипетський правитель Ізмаїл Паша. 1875 року він продав акції Великій Британії. З 1880 року акціями на Суецький канал володіла британо-французька компанія.
1881 року в Єгипті почались виступи офіцерів проти впливу Великої Британії в зоні Суецького каналу. Велика Британія негайно скористалась цим і почала проводити приготування до вторгнення. Влітку 1882 року на Міжнародній конференції європейських націй, що відбувалась у Стамбулі, Велика Британія поставила питання, що стосувались повстання у Єгипті. Турецький султан Абдул-Гамід II відмовився відрядити до Єгипту свої війська. Також Велику Британію у тій війні не підтримала і її давня союзниця у колоніальних війнах — Французька республіка, яка на той момент була зайнята приготуваннями до вторгнення до В'єтнаму. Тоді британці вирішили діяти самотужки. Французька республіка вивела свій військово-морський полк з Александрії.

## Перебіг
Вранці 11 липня 1882 року британські кораблі (8 панцерників, 5 канонерських човнів та 1 міноносець, всього 5700 осіб) почали бомбардування Александрії. Воно завершилось пізно ввечері 12 липня, коли всі фортифікаційні споруди було знищено.
Британці висадили десант, але він наштовхнувся на запеклий опір армії Орабі-паші (близько 7500 солдат). Втім армія єгиптян залишила місто, втративши близько 2000 осіб убитими й пораненими. Втрати британців були незначними. За 4 дні Александрія була захоплена.
Невдовзі британські солдати вирушили на Каїр. Однак 28 липня єгиптяни зупинили просування британських солдат до своєї столиці у битві при Кафр-ед-Дауварі. Справа була в тому, що після падіння Александрії, Орабі запровадив у країні загальний військовий обов'язок, зібрав велике військо, офіційно оголосив війну Великій Британії та вирушив усіма силами назустріч противнику, тим самим, залишивши сторони Суецького каналу незахищеними.
Таким станом справ негайно скористалось британське командування. 2 серпня британо-індійські війська (20 000 солдат) під командуванням лорда Волслі, зайняли Суец. 20 серпня британські війська захопили Ісмаїлію. Після чого відкрилась дорога на Каїр.
24 серпня відбулась битва при Тель-ель-Магуті. У тій битві єгиптяни спробували відбити британський наступ генерала Грема на Кассассін, але були відкинуті, зазнавши значних втрат.
28 серпня відбулась битва при Кассассіні. У ній британцями командував генерал Грем, а египтянами — Орабі. Останній атакував позиції британців, Грем тримав оборону впродовж всього дня, але ближче до вечора він кинув в атаку проти ворога свою легку кінноту на чолі з сером Бейкером Расселом. Противник був зламаний та почав тікати. Втрати британців склали 11 осіб убитими та 68 пораненими.
13 вересня 1882 року відбулась вирішальна битва між британо-єгипетськими військами та армією Орабі. Битва відбувалась біля міста Тель-ель-Кебір. Війська лорда Волслі (близько 20 000 солдат), незважаючи на виснажливий нічний марш пустелею, рано вранці зуміли атакувати та прорвати оборонні укріплення армії Орабі (22 000 осіб). Єгиптяни, втративши кілька тисяч солдат убитими та пораненими, відступили. Британці (їхні втрати після битви склали лише 339 осіб убитими й пораненими) 14 вересня переможно увійшли до Каїра.

## Наслідки
Наступного дня після захоплення столиці (15 вересня) Орабі-паша та його партнери були взяті в полон. Уряд Єгипту, на чолі якого фактично стояв Орабі-паша, підписав капітуляцію. Британські війська окупували всю країну. Відтоді Єгипет став одним з протекторатів Великої Британії й перебував під її прямим контролем впродовж наступних 40 років, після чого, 1922 року, було проголошено незалежність Єгипту. Утім, фактично останній британський солдат залишив Єгипет 1956 року.
Єгипетський суд засудив Орабі-пашу до страти. Але завдяки втручанню британського уряду його було вигнано на острів Цейлон. Він прожив там 19 років, після чого був помилуваний та повернувся до Єгипту.